# Sarule
Sarule település Olaszországban, Szardínia régióban, Nuoro megyében. Lakosainak száma 1526 fő (2023. január 1.). Sarule Mamoiada, Ollolai, Olzai, Orani és Ottana községekkel határos.

## Népesség
A település lakossága az elmúlt években az alábbi módon változott:
| Lakosok száma | 1697 | 1679 | 1526 |
|               | 2017 | 2018 | 2023 |